# Single numer jeden w roku 2018 (Belgia)
Notowania Ultratop 50 Singles dla Flandrii i Walonii, publikowane przez Ultratop w oparciu o cotygodniową sprzedaż singli w tych terytoriach. Poniżej znajdują się tabele prezentujące najpopularniejsze single w danych tygodniach w roku 2018.

## Flandria
| Ultratop 50 Singles – Flandria | Ultratop 50 Singles – Flandria             | Ultratop 50 Singles – Flandria                     | Ultratop 50 Singles – Flandria |
| Data                           | Wykonawca                                  | Utwór                                              |                                |
| ------------------------------ | ------------------------------------------ | -------------------------------------------------- | ------------------------------ |
| 6 stycznia                     | Ed Sheeran (oraz Beyoncé / Andrea Bocelli) | „Perfect” („Perfect Duet” oraz „Perfect Symphony”) |                                |
| 13 stycznia                    | Ed Sheeran (oraz Beyoncé / Andrea Bocelli) | „Perfect” („Perfect Duet” oraz „Perfect Symphony”) |                                |
| 20 stycznia                    | Ed Sheeran (oraz Beyoncé / Andrea Bocelli) | „Perfect” („Perfect Duet” oraz „Perfect Symphony”) |                                |
| 27 stycznia                    | Ed Sheeran (oraz Beyoncé / Andrea Bocelli) | „Perfect” („Perfect Duet” oraz „Perfect Symphony”) |                                |
| 3 lutego                       | Ed Sheeran (oraz Beyoncé / Andrea Bocelli) | „Perfect” („Perfect Duet” oraz „Perfect Symphony”) |                                |
| 10 lutego                      | Lost Frequencies i Zonderling              | „Crazy”                                            |                                |
| 17 lutego                      | Lost Frequencies i Zonderling              | „Crazy”                                            |                                |
| 24 lutego                      | Lost Frequencies i Zonderling              | „Crazy”                                            |                                |
| 3 marca                        | Lost Frequencies i Zonderling              | „Crazy”                                            |                                |
| 10 marca                       | Lost Frequencies i Zonderling              | „Crazy”                                            |                                |
| 17 marca                       | BLØF, gościnnie Geike Arnaert              | „Zoutelande”                                       |                                |
| 24 marca                       | BLØF, gościnnie Geike Arnaert              | „Zoutelande”                                       |                                |
| 31 marca                       | BLØF, gościnnie Geike Arnaert              | „Zoutelande”                                       |                                |
| 7 kwietnia                     | BLØF, gościnnie Geike Arnaert              | „Zoutelande”                                       |                                |
| 14 kwietnia                    | BLØF, gościnnie Geike Arnaert              | „Zoutelande”                                       |                                |
| 21 kwietnia                    | BLØF, gościnnie Geike Arnaert              | „Zoutelande”                                       |                                |
| 28 kwietnia                    | Calvin Harris i Dua Lipa                   | „One Kiss”                                         |                                |
| 5 maja                         | Calvin Harris i Dua Lipa                   | „One Kiss”                                         |                                |
| 12 maja                        | Calvin Harris i Dua Lipa                   | „One Kiss”                                         |                                |
| 19 maja                        | Calvin Harris i Dua Lipa                   | „One Kiss”                                         |                                |
| 26 maja                        | Calvin Harris i Dua Lipa                   | „One Kiss”                                         |                                |
| 2 czerwca                      | Calvin Harris i Dua Lipa                   | „One Kiss”                                         |                                |
| 9 czerwca                      | Calvin Harris i Dua Lipa                   | „One Kiss”                                         |                                |
| 16 czerwca                     | Calvin Harris i Dua Lipa                   | „One Kiss”                                         |                                |
| 23 czerwca                     | Calvin Harris i Dua Lipa                   | „One Kiss”                                         |                                |
| 30 czerwca                     | Calvin Harris i Dua Lipa                   | „One Kiss”                                         |                                |
| 7 lipca                        | Calvin Harris i Dua Lipa                   | „One Kiss”                                         |                                |
| 14 lipca                       | Calvin Harris i Dua Lipa                   | „One Kiss”                                         |                                |
| 21 lipca                       | Calvin Harris i Dua Lipa                   | „One Kiss”                                         |                                |
| 28 lipca                       | Regi, gościnnie Jake Reese                 | „Ellie”                                            |                                |
| 4 sierpnia                     | Regi, gościnnie Jake Reese                 | „Ellie”                                            |                                |
| 11 sierpnia                    | Regi, gościnnie Jake Reese                 | „Ellie”                                            |                                |
| 18 sierpnia                    | Regi, gościnnie Jake Reese                 | „Ellie”                                            |                                |
| 25 sierpnia                    | Regi, gościnnie Jake Reese                 | „Ellie”                                            |                                |
| 1 września                     | Regi, gościnnie Jake Reese                 | „Ellie”                                            |                                |
| 8 września                     | Regi, gościnnie Jake Reese                 | „Ellie”                                            |                                |
| 15 września                    | George Ezra                                | „Shotgun”                                          |                                |
| 22 września                    | George Ezra                                | „Shotgun”                                          |                                |
| 29 września                    | George Ezra                                | „Shotgun”                                          |                                |
| 6 października                 | George Ezra                                | „Shotgun”                                          |                                |
| 13 października                | George Ezra                                | „Shotgun”                                          |                                |
| 20 października                | George Ezra                                | „Shotgun”                                          |                                |
| 27 października                | George Ezra                                | „Shotgun”                                          |                                |
| 3 listopada                    | Dean Lewis                                 | „Be Alright”                                       |                                |
| 10 listopada                   | George Ezra                                | „Shotgun”                                          |                                |
| 17 listopada                   | Calvin Harris i Sam Smith                  | „Promises”                                         |                                |
| 24 listopada                   | Dean Lewis                                 | „Be Alright”                                       |                                |
| 1 grudnia                      | Ava Max                                    | „Sweet but Psycho”                                 |                                |
| 8 grudnia                      | Ava Max                                    | „Sweet but Psycho”                                 |                                |
| 15 grudnia                     | Ava Max                                    | „Sweet but Psycho”                                 |                                |
| 22 grudnia                     | Ava Max                                    | „Sweet but Psycho”                                 |                                |
| 29 grudnia                     | Ava Max                                    | „Sweet but Psycho”                                 |                                |

## Walonia
| Ultratop 50 Singles – Walonia | Ultratop 50 Singles – Walonia              | Ultratop 50 Singles – Walonia                      | Ultratop 50 Singles – Walonia |
| Data                          | Wykonawca                                  | Utwór                                              |                               |
| ----------------------------- | ------------------------------------------ | -------------------------------------------------- | ----------------------------- |
| 6 stycznia                    | Ed Sheeran (oraz Beyoncé / Andrea Bocelli) | „Perfect” („Perfect Duet” oraz „Perfect Symphony”) |                               |
| 13 stycznia                   | Ed Sheeran (oraz Beyoncé / Andrea Bocelli) | „Perfect” („Perfect Duet” oraz „Perfect Symphony”) |                               |
| 20 stycznia                   | Ed Sheeran (oraz Beyoncé / Andrea Bocelli) | „Perfect” („Perfect Duet” oraz „Perfect Symphony”) |                               |
| 27 stycznia                   | Ed Sheeran (oraz Beyoncé / Andrea Bocelli) | „Perfect” („Perfect Duet” oraz „Perfect Symphony”) |                               |
| 3 lutego                      | Ed Sheeran (oraz Beyoncé / Andrea Bocelli) | „Perfect” („Perfect Duet” oraz „Perfect Symphony”) |                               |
| 10 lutego                     | Ed Sheeran (oraz Beyoncé / Andrea Bocelli) | „Perfect” („Perfect Duet” oraz „Perfect Symphony”) |                               |
| 17 lutego                     | Therapie Taxi, gościnnie Roméo Elvis       | „Hit Sale”                                         |                               |
| 24 lutego                     | Therapie Taxi, gościnnie Roméo Elvis       | „Hit Sale”                                         |                               |
| 3 marca                       | Therapie Taxi, gościnnie Roméo Elvis       | „Hit Sale”                                         |                               |
| 10 marca                      | Lost Frequencies i Zonderling              | „Crazy”                                            |                               |
| 17 marca                      | Therapie Taxi, gościnnie Roméo Elvis       | „Hit Sale”                                         |                               |
| 24 marca                      | Therapie Taxi, gościnnie Roméo Elvis       | „Hit Sale”                                         |                               |
| 31 marca                      | Lost Frequencies i Zonderling              | „Crazy”                                            |                               |
| 7 kwietnia                    | Maître Gims, gościnnie Vianney             | „La même”                                          |                               |
| 14 kwietnia                   | Maître Gims, gościnnie Vianney             | „La même”                                          |                               |
| 21 kwietnia                   | Maître Gims, gościnnie Vianney             | „La même”                                          |                               |
| 28 kwietnia                   | Maître Gims, gościnnie Vianney             | „La même”                                          |                               |
| 5 maja                        | Maître Gims, gościnnie Vianney             | „La même”                                          |                               |
| 12 maja                       | Maître Gims, gościnnie Vianney             | „La même”                                          |                               |
| 19 maja                       | Maître Gims, gościnnie Vianney             | „La même”                                          |                               |
| 26 maja                       | Maître Gims, gościnnie Vianney             | „La même”                                          |                               |
| 2 czerwca                     | Maître Gims, gościnnie Vianney             | „La même”                                          |                               |
| 9 czerwca                     | Maître Gims, gościnnie Vianney             | „La même”                                          |                               |
| 16 czerwca                    | Maître Gims, gościnnie Vianney             | „La même”                                          |                               |
| 23 czerwca                    | Damso                                      | „Smog”                                             |                               |
| 30 czerwca                    | Calvin Harris i Dua Lipa                   | „One Kiss”                                         |                               |
| 7 lipca                       | Calvin Harris i Dua Lipa                   | „One Kiss”                                         |                               |
| 14 lipca                      | Calvin Harris i Dua Lipa                   | „One Kiss”                                         |                               |
| 21 lipca                      | Calvin Harris i Dua Lipa                   | „One Kiss”                                         |                               |
| 28 lipca                      | Calvin Harris i Dua Lipa                   | „One Kiss”                                         |                               |
| 4 sierpnia                    | Calvin Harris i Dua Lipa                   | „One Kiss”                                         |                               |
| 11 sierpnia                   | Calvin Harris i Dua Lipa                   | „One Kiss”                                         |                               |
| 18 sierpnia                   | Calvin Harris i Dua Lipa                   | „One Kiss”                                         |                               |
| 25 sierpnia                   | Calvin Harris i Dua Lipa                   | „One Kiss”                                         |                               |
| 1 września                    | Clean Bandit, gościnnie Demi Lovato        | „Solo”                                             |                               |
| 8 września                    | Clean Bandit, gościnnie Demi Lovato        | „Solo”                                             |                               |
| 15 września                   | Clean Bandit, gościnnie Demi Lovato        | „Solo”                                             |                               |
| 22 września                   | Clean Bandit, gościnnie Demi Lovato        | „Solo”                                             |                               |
| 29 września                   | Dynoro i Gigi D’Agostino                   | „In My Mind”                                       |                               |
| 6 października                | Dynoro i Gigi D’Agostino                   | „In My Mind”                                       |                               |
| 13 października               | Dynoro i Gigi D’Agostino                   | „In My Mind”                                       |                               |
| 20 października               | Dynoro i Gigi D’Agostino                   | „In My Mind”                                       |                               |
| 27 października               | Dynoro i Gigi D’Agostino                   | „In My Mind”                                       |                               |
| 3 listopada                   | Dynoro i Gigi D’Agostino                   | „In My Mind”                                       |                               |
| 10 listopada                  | Dynoro i Gigi D’Agostino                   | „In My Mind”                                       |                               |
| 17 listopada                  | Dynoro i Gigi D’Agostino                   | „In My Mind”                                       |                               |
| 24 listopada                  | Orelsan, gościnnie Damso                   | „Rêves bizarres”                                   |                               |
| 1 grudnia                     | Dynoro i Gigi D’Agostino                   | „In My Mind”                                       |                               |
| 8 grudnia                     | Dynoro i Gigi D’Agostino                   | „In My Mind”                                       |                               |
| 15 grudnia                    | Dynoro i Gigi D’Agostino                   | „In My Mind”                                       |                               |
| 22 grudnia                    | Angèle, gościnnie Roméo Elvis              | „Tout oublier”                                     |                               |
| 29 grudnia                    | Angèle, gościnnie Roméo Elvis              | „Tout oublier”                                     |                               |